# Place Vendome (gruppo musicale)
I Place Vendome sono un progetto hard rock ideato da Serafino Perugino della Frontiers Records nel 2005.

## Storia del gruppo
Nel 2005, Serafino Perugino, presidente dell'etichetta discografica napoletana Frontiers Records, propose all'ex-cantante degli Helloween Michael Kiske di partecipare ad un progetto di rock melodico, cantando su pezzi scritti dal quotato produttore e bassista dei Pink Cream 69 Dennis Ward e dal loro cantante David Readman, e avendo come musicisti Kosta Zafiriou (batteria) e Uwe Reitenauer (chitarra) sempre dei Pink Cream 69, insieme a Günter Werno, tastierista dei Vanden Plas. Il risultato è un album molto acclamato dalle riviste musicali del settore e dai fan dell'ex Helloween.
Nel febbraio 2009 è uscito il secondo disco intitolato Streets of Fire. Rispetto al precedente disco, la Frontiers ha affidato la scrittura dei brani ad autori esterni alla band, tra i quali Magnus Karlsson, Torsti Spoof dei Leverage, Ronny Milianowicz dei Saint Deamon e Robert Sall dei Work of Art.

## Formazione

### Attuale
- Michael Kiske - voce
- Uwe Reitenauer - chitarra
- Günter Werno - tastiere
- Dennis Ward - basso
- Dirk Bruinenberg - batteria

### Ex componenti
- Kosta Zafiriou - Batteria

## Discografia
- 2005 - Place Vendome
- 2009 - Streets of Fire
- 2013 - Thunder in the Distance
- 2017 - Close to the Sun